# Burgkunstadt
Burgkunstadter en by ved Obermain i Landkreis Lichtenfels regierungsbezirk Oberfranken i den tyske delstat Bayern.

## Geografi

### Nabokommuner
- Altenkunstadt
- Redwitz an der Rodach
- Mainleus
- Küps

### Inddeling
Ud olver Burgkunstadt, er der i kommunen disse landsbyer og bebyggelser:
- Mainroth
- Theisau
- Weidnitz
- Ebneth
- Hainweiher
- Meuselsberg
- Gärtenroth mit Wildenroth, Lopphof, Eben und Flurholz
- Kirchlein, Reuth, Hainzendorf
- Neuses a. Main
- Mainklein